# غلاديس جينينغز
غلاديس جينينغز (بالإنجليزية: Gladys Jennings)‏ هي ممثلة بريطانية (وحملت سابقاً جنسية المملكة المتحدة لبريطانيا العظمى وأيرلندا)، ولدت في 5 أغسطس 1903 بأكسفورد في المملكة المتحدة، وتوفيت في 1 أكتوبر 1994 بإنجلترا في المملكة المتحدة.

## وصلات خارجية
- غلاديس جينينغز على موقع IMDb (الإنجليزية)
- غلاديس جينينغز على موقع قاعدة بيانات الفيلم (الإنجليزية)